# Slot van Schengen
Het Slot van Schengen was een kasteel in het Nederlandse dorp 's-Heer Arendskerke, provincie Zeeland. De voormalige kasteellocatie is verdwenen onder een woonwijk.

## Geschiedenis
De heerlijkheid 's-Heer Arendskerke was in de middeleeuwen in bezit van de familie Van Schenge. Zij hadden zich vernoemd naar de Schenge, een waterloop aan de noordzijde van de heerlijkheid.
Waarschijnlijk was het Arend de Skinge die vóór 1216 de dorpskerk stichtte, waarna het bijbehorende dorp naar hem en de kerk werd vernoemd: 's-Heer Arendskerke. De familie beschikte hier over een werf met een versterkte hofstede. Arends broer Hendrik stichtte overigens de kerk van het nabijgelegen 's-Heer Hendrikskinderen en bouwde daar zijn eigen kasteel.

### Nieuwbouw
In de 13e of 14e eeuw bouwden de Van Schenges naast de oude werf een nieuw kasteel. Deze stenen burcht was 32,5 bij 30,5 meter groot en zou beschikken over zware muren en grote kelders.

### Verwoesting
Tijdens de Tachtigjarige Oorlog bleef de familie Van Schenge katholiek, waardoor ze uiteindelijk uitweken naar de Zuidelijke Nederlanden. Het kasteel zou tijdens deze oorlog zijn verwoest, maar een kroniek vermeldt dat het slot in 1636 nog een van de ridderhofsteden van Zuid-Beveland was. Ook waren er in de tweede helft van de 17e eeuw nog muren zichtbaar.
De fundamenten werden in de eerste helft van de 18e eeuw uitgegraven, waarna de stenen werden verkocht om de oevers en dijken te verstevigen.
Op (een deel van) het voormalige kasteelterrein werd in 1961 een bejaardenhuis gebouwd.
In 1967 en 1985 werd nog melding gemaakt dat er funderingen waren gevonden.
Aldegonde · Kasteel van Axel · Baarland · Baarsdorp · Barbestein · Biervliet · Bieweg · Blodenburg · Huis der Boede · Brijdorpe · Bruëlis · 't Burchtje · Burggravensteen · Buttinge · Coxijde · Crayenstein · Duinbeek · Duivelsberg · Ellewoutsdijk · Filippenburg · Geersdijk · Gistellis · Gravenhof · Slot Haamstede · Kasteel Hellenburg · Herkestein · Heuvelsweg · Hoge Huis · Ter Hooge · Hoogkamer · Kats · Kind van Trente · Kleverskerke · Kortgene · Kreke · Kruiningen · Laterdale · Lodijke · Maalstede (Hulst) · Maalstede (Kapelle) · Magdalon · Hof Ter Moere · Moermond · Te Mortiere · Muiden · Hof ter Nisse (Nisse) · Hof ter Nisse (Ossenisse) · Oostende · Oostende (Goes) · Oosterstein · Poelvoorde · Poortvliet · Popkensburg · De Pottere · Poucques · Pronkenburg · Ravenstein · Saeftingher Slot · Kasteel van Sint-Maartensdijk · Schengen · Sluis · Smallegange · Stavenisse · Tolhuis van Iersekeroord · Huus ter Tolne · Torenberg · Torenhoeve · Toren van Bourgondië · Troye · Valkenisse · Vinninghen · Vlissingen · Voorhoute · Waarde · Watervliet · Weldamme · Welland · Huis te Werf · Te Werve · Westenschouwen · Westhove · Westkerke · Windenburg · Zandenburg · Zwanenburg